# 复兴乡 (白银市)
复兴乡，是中华人民共和国甘肃省白银市平川区下辖的一个乡镇级行政单位。

## 行政区划
复兴乡下辖以下地区：
西川村、上汉村、山李村、川口村、李沟村、汉口村和甘涝村。